# Great Buildings
Great Buildings foi uma banda estadunidense de Los Angeles, Califórnia. Segundo o Allmusic, eles faziam power pop e rock típico da new wave americana. Se formaram no início da década de 1980 e dela fizeram parte Danny Wilde (vocal principal / guitarra), Philip Solem (guitarra solo / vocais), Ian Ainsworth  (baixo, teclado / vocais) e Richard Sanford (bateria). Eles gravaram um álbum para a Columbia Records, Apart From The Crowd, em 1981, antes de se separar. Danny Wilde lançou um álbum solo, em 1989, para a Geffen Records, antes de se juntar novamente com Philip Solem para formar o The Rembrandts.

## História
A biografia na página oficial afirma que o Great Buildings se formou no circuito de bandas de Los Angeles, quando dois integrantes da banda The Quick, Danny Wilde e Ian Ainsworth, recrutaram Philip Solem para a guitarra e Richard Sanford na bateria.
De maio de 1978 até o início de 1980, a banda tocou principalmente nos clubes de Los Angeles, excursionando também pela costa oeste. Em 1981 conseguiram um contrato com a CBS Records, gravadora pertencente à Columbia Broadcasting System, lançando o disco Apart From The Crowd. A página oficial comenta: cultuado e favorito pela crítica atual, o álbum falhou, apesar do cativante single de "Hold On To Something" e do rock popular "Maybe It's You".
Gravaram material novo, postumamente intitulado Extra Epic Everything, mas, pelo final de 1982, a banda se separou. O texto de Stephen Thomas Erlewine comenta que tinham gravado um segundo álbum para o final do ano, um futuro LP que contava também com o tecladista Mickey Mariano. Este álbum, chamado Extra Epic Everything, estava inédito por quase três décadas. Danny Wilde seguiu carreira solo na década de 1980 e, finalmente, juntou-se com Solem para formar o The Rembrandts. Em 2009, ambos os álbuns dos Great Buildings foram lançados em CD pela gravadora Wounded Bird Records.
A biografia da banda também comenta a morte prematura de Richard Sanford no início da década de 1980.

## Discografia

### Álbuns
- LP: Apart From The Crowd (1981) - CBS Records / CD (2009) - Wounded Bird Records
- CD: Extra Epic Everything - (2009) - Wounded Bird Records

### Singles
- 12", A: "Hold On To Something" / B: "Combat Zone", "Maybe It's You" (1981) - CBS Records (promo)
- 7", A: "Hold On To Something" / B: "Combat Zone" (1981) - CBS Records

"Hold On To Something" também está presente na coletânea Poptopia! Power Pop Classics of The '80s (site Fredpopdom).